# San Juan de Oriente
San Juan de Oriente là một khu tự quản thuộc tỉnh Masaya, Nicaragua. Khu tự quản San Juan de Oriente có diện tích 9 ki lô mét vuông. Đến thời điểm năm 2005, huyện San Juan de Oriente có dân số 4734 người.